# 까마귀자리 알파

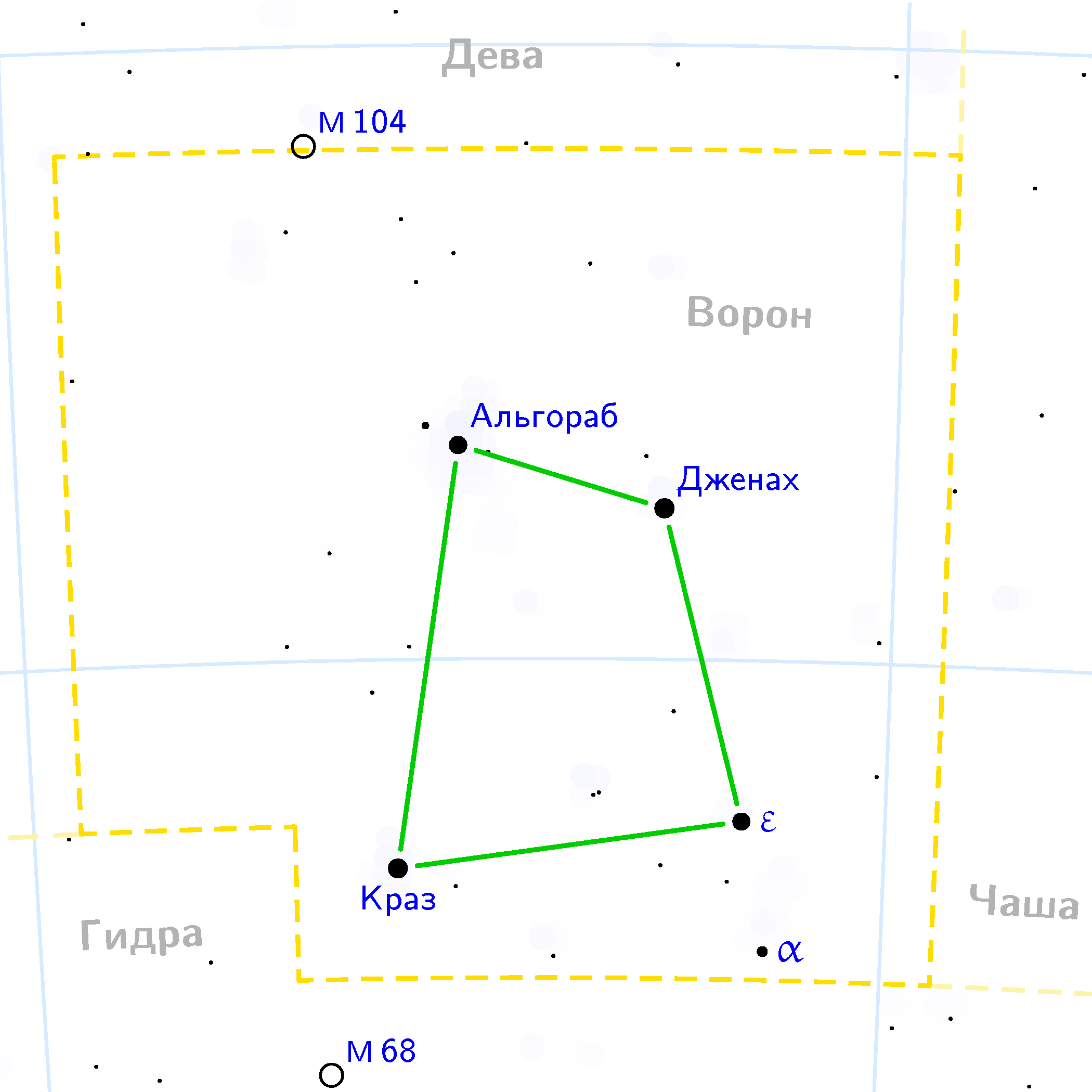

까마귀자리 알파(Alpha Corvi)는 까마귀자리에 있는 황백색 준거성 또는 주계열성이다. 전통적으로 내려오는 이름으로 알키바(Alchiba, 아랍어로 '천막'의 의미) 또는 '알 미늘리아 알 구라브'가 있다. 중국에서는 右轄으로 불렀다.
이 별의 분광형은 F0이며 겉보기 등급은 +4.00이다. 지구에서의 거리는 약 48광년이다. 이 별은 분광쌍성으로 추측되지만, 이를 확증할 증거는 확보되지 않았다.

## 참고 문헌
- SIMBAD Query Result
- Alpha Corvi 짐 케일러 교수 저.
- ARICNS
- nStars database entry[깨진 링크(과거 내용 찾기)]

## 같이 보기
- 가까운 밝은 별